# Heaven Can Wait
A Heaven Can Wait Michael Jackson amerikai énekes dala 2001-ben megjelent, Invincible című albumán. A dalt Jackson, Teddy Riley, Andreao Heard, Nate Smith, Teron Beal, Eritza Laues és Kenny Quiller írta, és eredetileg a Blackstreet együttes számára készült.

## Háttere
A dalt Teddy Riley eredetileg a Blackstreet 1999-ben megjelent Finally című albumára írta. Miközben azonban Jacksonnal dolgozott rajta, az énekes megkérte, hogy inkább adja neki a dalt, mert szüksége van rá. Riley beleegyezett, és a dal felkerült Michael 2001-es, Invincible című albumára. A Hip-Hop Wirednak adott interjújában Riley elmondta, hogy az egész dalt körülbelül három nap alatt vették fel. Miután a dal 2001. október 31-én letöltés formájában megjelent, el akarták küldeni az amerikai rádióadóknak is, erre azonban végül nem került sor.

## Fogadtatása
A dalt vegyesen értékelték a kritikusok. Mark Anthony Neal a SeeingBlack.com-tól dicsérte, úgy vélte, a hangját illetően ez Jackson egyik legjobb teljesítménye a Thriller albumon szereplő The Lady in My Life óta. Milena Brown a PRessure PR-tól úgy gondolta, a dal „lélegzetelállító”, és „nem kapta meg azt a figyelmet, amit érdemelne”. Bill Johnson a The Urban Dailytől úgy vélte, az ilyen daloktól lett az album olyan „egyszerű és kifinomult, ami jobbá teszi sok más albumnál”. Robert Hilburn, a Los Angeles Times újságírója azonban azt írta, hogy „a dallal, ami arról szól, hogy az énekes elküld egy angyalt, aki a mennyországba akarja vinni, hogy a szerelmével maradhasson, mintha az N*Sync rajongótábora fiatalabb rétegét célozták volna meg, ami nem kis cél egy 43 éves férfinak.” A NME kritikája vegyes volt: „az ember itt ébred rá, hogy Jackson már nem úttörő – ez a dal Usher dalának még elmenne. Megvan benne a klasszikus „ha ma éjjel meghalnék” szöveg és a nagystílű dallam, de összességében nem túl lenyűgöző.” A dal 2002. április 27-én a 72. helyet érte el az amerikai Billboard Hot R&B/Hip-Hop Songs slágerlistán.

## Helyezések
| Slágerlista (2002)                  | Legmagasabb helyezés |
| ----------------------------------- | -------------------- |
| USA Billboard Hot R&B/Hip-Hop Songs | 72                   |

## Feldolgozások
A Blackstreet, akiknek eredetileg szánták a dalt, szintén felénekelte, de mikor Jackson albumára felkerült, ők lehagyták Finally című albumukról. Riley 2006-ban bejelentette, hogy egy új albumukra fel fog kerülni, de az új album 2011-ig nem készült el. 2010. december 12-én a The Urban Dailynek adott interjújában Riley megerősítette, hogy a dal az új Blackstreet-albumon fenn lesz.